# Dawit Fekadu
Dawit Fekadu Demessie (amh. ዳዊት ፍቃዱ; ur. 29 kwietnia 1986 w Auasie) – etiopski piłkarz grający na pozycji napastnika w klubie Jimma Aba Jifar F.C.

## Kariera klubowa

### 2006–2010
Fekadu w sezonie 2006/2007 grał w Air Force FC. W sezonach 2008/2009 i 2009/2010 występował Ethiopian Coffee SC dla którego w pierwszym roku gry zdobył 8 bramek.

### Dedebit F.C.
Fekadu przeszedł do Dedebitu 1 lipca 2010. W sezonie 2010/2011 rozegrał 3 mecze w Afrykańskim Pucharze Konfederacji, strzelając 2 gole. W sezonie 2012/2013 zdobył z nimi Mistrzostwo Etiopii. 9 lutego 2014 wystąpił w spotkaniu Afrykańskiej Ligi Mistrzów przeciwko KMKM FC, zdobywając jedną bramkę. 2 marca 2014 zagrał 90 minut w starciu z Club Sportif Sfaxien, strzelając gola. W sezonie 2015/2016 zdobył 14 bramek dla Dedebit F.C..

### 2017–2021
Fekadu w sezonie 2017/2018 grał w Hawassa City SC. W latach 2018–2021 występował w Welwalo Adigrat University FC.

### Jimma Aba Jifar F.C.
W 2021 Fekadu przeszedł do Jimma Aba Jifar FC W sezonie 2021/2022 rozegrał dla nich 23 mecze, strzelając 2 gole.

## Kariera reprezentacyjna

### Etiopia
Fekadu zadebiutował w reprezentacji Etiopii 12 listopada 2011 w meczu eliminacji do Mistrzostw Świata 2014 z Somalią. Pierwszą bramkę zawodnik ten zdobył 11 października 2015 w wygranym 3:0 spotkaniu eliminacji do Mistrzostw Świata 2018 przeciwko reprezentacji Wysp Świętego Tomasza i Książęcej. Kolejnego gola strzelił w tych samych rozgrywkach 14 listopada 2015 w starciu z Kongiem. Trafił do siatki także 29 marca 2016 w meczu przeciwko reprezentacji Algierii w kwalifikacjach do Pucharu Narodów Afryki 2017 (3:3).

## Statystyki

### Klubowe
(aktualne na dzień 7 sierpnia 2022)
| Klub                          | Sezon              | Liga                           | Liga  | Liga   | Puchar kraju | Puchar kraju | Kontynent | Kontynent | Suma  | Suma   |
| Klub                          | Sezon              | Liga                           | Mecze | Bramki | Mecze        | Bramki       | Mecze     | Bramki    | Mecze | Bramki |
| ----------------------------- | ------------------ | ------------------------------ | ----- | ------ | ------------ | ------------ | --------- | --------- | ----- | ------ |
| Air Force FC                  | 2006/07            | I liga etiopska w piłce nożnej | ?     | ?      | ?            | ?            | –         | –         | ?     | ?      |
| Air Force FC                  | Ogólnie            | Ogólnie                        | ?     | ?      | ?            | ?            | 0         | 0         | ?     | ?      |
| Ethiopian Coffee SC           | 2008/09            | I liga etiopska w piłce nożnej | ?     | 8      | ?            | ?            | –         | –         | ?     | ?      |
| Ethiopian Coffee SC           | 2009/10            | I liga etiopska w piłce nożnej | ?     | ?      | ?            | ?            | –         | –         | ?     | ?      |
| Ethiopian Coffee SC           | Ogólnie            | Ogólnie                        | ?     | ?      | ?            | ?            | 0         | 0         | ?     | ?      |
| Dedebit FC                    | 2010/11            | I liga etiopska w piłce nożnej | ?     | ?      | ?            | ?            | 3         | 2         | ?     | ?      |
| Dedebit FC                    | 2011/12            | I liga etiopska w piłce nożnej | ?     | ?      | ?            | ?            | –         | –         | ?     | ?      |
| Dedebit FC                    | 2012/13            | I liga etiopska w piłce nożnej | ?     | ?      | ?            | ?            | –         | –         | ?     | ?      |
| Dedebit FC                    | 2013/14            | I liga etiopska w piłce nożnej | ?     | ?      | ?            | ?            | 2         | 2         | ?     | ?      |
| Dedebit FC                    | 2014/15            | I liga etiopska w piłce nożnej | ?     | ?      | ?            | ?            | 0         | 0         | ?     | ?      |
| Dedebit FC                    | 2015/16            | I liga etiopska w piłce nożnej | ?     | 14     | ?            | ?            | –         | –         | ?     | ?      |
| Dedebit FC                    | 2016/17            | I liga etiopska w piłce nożnej | ?     | ?      | ?            | ?            | –         | –         | ?     | ?      |
| Dedebit FC                    | Ogólnie            | Ogólnie                        | ?     | ?      | ?            | ?            | 0         | 0         | ?     | ?      |
| Hawassa City SC               | 2017/18            | I liga etiopska w piłce nożnej | ?     | ?      | ?            | ?            | –         | –         | ?     | ?      |
| Hawassa City SC               | Ogólnie            | Ogólnie                        | ?     | ?      | ?            | ?            | 0         | 0         | ?     | ?      |
| Welwalo Adigrat University FC | 2018/19            | I liga etiopska w piłce nożnej | ?     | ?      | ?            | ?            | –         | –         | ?     | ?      |
| Welwalo Adigrat University FC | 2019/20            | I liga etiopska w piłce nożnej | ?     | ?      | ?            | ?            | –         | –         | ?     | ?      |
| Welwalo Adigrat University FC | 2020/21            | I liga etiopska w piłce nożnej | 0     | 0      | 0            | 0            | –         | –         | 0     | 0      |
| Welwalo Adigrat University FC | Ogólnie            | Ogólnie                        | ?     | ?      | ?            | ?            | 0         | 0         | ?     | ?      |
| Jimma Aba Jifar FC            | 2021/22            | I liga etiopska w piłce nożnej | 23    | 2      | 0            | 0            | –         | –         | 23    | 2      |
| Jimma Aba Jifar FC            | 2022/23            | I liga etiopska w piłce nożnej | 0     | 0      | 0            | 0            | –         | –         | 0     | 0      |
| Jimma Aba Jifar FC            | Ogólnie            | Ogólnie                        | 23    | 2      | 0            | 0            | 0         | 0         | 23    | 2      |
| Ogólnie w karierze            | Ogólnie w karierze | Ogólnie w karierze             | ?     | ?      | ?            | ?            | 5         | 4         | ?     | ?      |

### Reprezentacja
| Reprezentacja | Rok     | Mecze | Bramki |
| ------------- | ------- | ----- | ------ |
| Etiopia       | 2011    | 3     | 0      |
| Etiopia       | 2013    | 4     | 0      |
| Etiopia       | 2014    | 6     | 0      |
| Etiopia       | 2015    | 6     | 2      |
| Etiopia       | 2016    | 4     | 1      |
| Ogólnie       | Ogólnie | 23    | 3      |

| Mecze i gole w reprezentacji | Mecze i gole w reprezentacji | Mecze i gole w reprezentacji | Mecze i gole w reprezentacji      | Mecze i gole w reprezentacji      | Mecze i gole w reprezentacji | Mecze i gole w reprezentacji | Mecze i gole w reprezentacji                    |
| Etiopia                      | Etiopia                      | Etiopia                      | Etiopia                           | Etiopia                           | Etiopia                      | Etiopia                      | Etiopia                                         |
| Lp.                          | Data                         | Miejsce                      | Gospodarz                         | Gość                              | Wynik                        | Gol                          | Rozgrywki                                       |
| ---------------------------- | ---------------------------- | ---------------------------- | --------------------------------- | --------------------------------- | ---------------------------- | ---------------------------- | ----------------------------------------------- |
| 1.                           | 12.11.2011                   | Dżibuti                      | Somalia                           | Etiopia                           | 0:0                          |                              | Mistrzostwa Świata 2014 – eliminacje strefy CAF |
| 2.                           | 16.11.2011                   | Addis Abeba                  | Etiopia                           | Somalia                           | 5:0                          |                              | Mistrzostwa Świata 2014 – eliminacje strefy CAF |
| 3.                           | 30.11.2011                   | Dar es Salaam                | Etiopia                           | Kenia                             | 0:2                          |                              | Puchar CECAFA 2011                              |
| 4.                           | 08.06.2013                   | Lobatse                      | Botswana                          | Etiopia                           | 3:0                          |                              | Mistrzostwa Świata 2014 – eliminacje strefy CAF |
| 5.                           | 14.07.2013                   | Addis Abeba                  | Etiopia                           | Rwanda                            | 1:0                          |                              | Mistrzostwa Narodów Afryki 2014                 |
| 6.                           | 27.07.2013                   | Kigali                       | Rwanda                            | Etiopia                           | 1:0 k. 5:6                   |                              | Mistrzostwa Narodów Afryki 2014                 |
| 7.                           | 16.11.2013                   | Calabar                      | Nigeria                           | Etiopia                           | 2:0                          |                              | Mistrzostwa Świata 2014 – eliminacje strefy CAF |
| 8.                           | 13.01.2014                   | Bloemfontein                 | Libia                             | Etiopia                           | 2:0                          |                              | Mistrzostwa Narodów Afryki 2014                 |
| 9.                           | 17.01.2014                   | Bloemfontein                 | Etiopia                           | Kongo                             | 0:1                          |                              | Mistrzostwa Narodów Afryki 2014                 |
| 10.                          | 21.01.2014                   | Bloemfontein                 | Etiopia                           | Ghana                             | 0:1                          |                              | Mistrzostwa Narodów Afryki 2014                 |
| 11.                          | 09.11.2014                   | Kampala                      | Uganda                            | Etiopia                           | 3:0                          |                              | Mecz towarzyski                                 |
| 12.                          | 15.11.2014                   | Kampala                      | Algieria                          | Etiopia                           | 3:1                          |                              | Puchar Narodów Afryki 2015 – kwalifikacje       |
| 13.                          | 19.11.2014                   | Kampala                      | Etiopia                           | Malawi                            | 0:0                          |                              | Puchar Narodów Afryki 2015 – kwalifikacje       |
| 14.                          | 30.09.2015                   | Gaborone                     | Botswana                          | Etiopia                           | 2:3                          |                              | Mecz towarzyski                                 |
| 15.                          | 08.10.2015                   | São Tomé                     | Wyspy Świętego Tomasza i Książęca | Etiopia                           | 1:0                          |                              | Mistrzostwa Świata 2018 – eliminacje strefy CAF |
| 16.                          | 11.10.2015                   | Addis Abeba                  | Etiopia                           | Wyspy Świętego Tomasza i Książęca | 3:0                          | Gol                          | Mistrzostwa Świata 2018 – eliminacje strefy CAF |
| 17.                          | 17.10.2015                   | Bużumbura                    | Burundi                           | Etiopia                           | 2:0                          |                              | Mistrzostwa Narodów Afryki 2016                 |
| 18.                          | 14.11.2015                   | Addis Abeba                  | Etiopia                           | Kongo                             | 3:4                          | Gol                          | Mistrzostwa Świata 2018 – eliminacje strefy CAF |
| 19.                          | 17.11.2015                   | Brazzaville                  | Kongo                             | Etiopia                           | 2:1                          |                              | Mistrzostwa Świata 2018 – eliminacje strefy CAF |
| 20.                          | 25.03.2016                   | Al-Bulajda                   | Algieria                          | Etiopia                           | 7:1                          |                              | Puchar Narodów Afryki 2017 – kwalifikacje       |
| 21.                          | 29.03.2016                   | Addis Abeba                  | Etiopia                           | Algieria                          | 3:3                          | Gol                          | Puchar Narodów Afryki 2017 – kwalifikacje       |
| 22.                          | 05.06.2016                   | Maseru                       | Lesotho                           | Etiopia                           | 1:2                          |                              | Puchar Narodów Afryki 2017 – kwalifikacje       |
| 23.                          | 03.09.2016                   | Auasa                        | Etiopia                           | Seszele                           | 2:1                          |                              | Puchar Narodów Afryki 2017 – kwalifikacje       |

## Sukcesy
Sukcesy w karierze klubowej:

### Dedebit F.C.
- Mistrzostwo Etiopii (1×): 2012/2013

- Wicemistrzostwo Etiopii (3×): 2011/2012, 2014/2015, 2016/2017